# Brťov-Jeneč
Brťov-Jeneč – miejscowość i gmina (obec) w Czechach, w kraju południowomorawskim, w powiecie Blansko. W 2022 roku liczyła 348 mieszkańców.